# Сан-Льюренс-д'Уртонс
Сан-Льюре́нс-д'Урто́нс (кат. Sant Llorenç d'Hortons) - муніципалітет, розташований в Автономній області Каталонія, в Іспанії. Знаходиться у районі (кумарці) Ал-Панадес провінції Барселона, згідно з новою адміністративною реформою перебуватиме у складі Баґарії (округи) Барселона.

## Населення
Населення міста (у 2007 р.) становить 2.219 осіб (з них менше 14 років - 17,5%, від 15 до 64 - 67,8%, понад 65 років - 14,7%). У 2006 р. народжуваність склала 34 особи, смертність - 16 осіб, зареєстровано 7 шлюбів. У 2001 р. активне населення становило 883 особи, з них безробітних - 82 особи.

Серед осіб, які проживали на території міста у 2001 р., 1.380 народилися в Каталонії (з них 573 особи у тому самому районі, або кумарці), 284 особи приїхали з інших областей Іспанії, а 94 особи приїхали з-за кордону. 

Університетську освіту має 10,2% усього населення. 

У 2001 р. нараховувалося 610 домогосподарств (з них 17,9% складалися з однієї особи, 27,4% з двох осіб,23,1% з 3 осіб, 20,7% з 4 осіб, 6,9% з 5 осіб, 2,6% з 6 осіб, 0,7% з 7 осіб, 0,7% з 8 осіб і 0,2% з 9 і більше осіб).

Активне населення міста у 2001 р. працювало у таких сферах діяльності : у сільському господарстві - 7%, у промисловості - 30,3%, на будівництві - 9,4% і у сфері обслуговування - 53,3%. 

 У муніципалітеті або у власному районі (кумарці) працює 486 осіб, поза районом - 528 осіб.

### Безробіття
У 2007 р. нараховувалося 68 безробітних (у 2006 р. - 63 безробітних), з них чоловіки становили 23,5%, а жінки - 76,5%.

## Економіка

### Підприємства міста

#### Промислові підприємства
| \| Промислові підприємства міста, за сферою діяльності \| Промислові підприємства міста, за сферою діяльності \| Промислові підприємства міста, за сферою діяльності \| \| Рік \| 2002 р. \| 2001 р. \| \| --------------------------------------------------- \| --------------------------------------------------- \| --------------------------------------------------- \| \| Енергетичні та водні ресурси \| 2% \| 2% \| \| Хімія та метали \| 14% \| 16,3% \| \| Переробка металів \| 26% \| 20,4% \| \| Продукти харчування \| 14% \| 14,3% \| \| Текстиль \| 10% \| 10,2% \| \| Виробництво меблів, видання \| 18% \| 18,4% \| \| Інше \| 16% \| 18,4% \| \| Усього підприємств \| 50 \| 49 \| |         |         |
| Промислові підприємства міста, за сферою діяльності |         |         |
| Рік | 2002 р. | 2001 р. |
| Енергетичні та водні ресурси | 2%      | 2%      |
| Хімія та метали | 14%     | 16,3%   |
| Переробка металів | 26%     | 20,4%   |
| Продукти харчування | 14%     | 14,3%   |
| Текстиль | 10%     | 10,2%   |
| Виробництво меблів, видання | 18%     | 18,4%   |
| Інше | 16%     | 18,4%   |
| Усього підприємств | 50      | 49      |

#### Роздрібна торгівля
| \| Підприємства роздрібної торгівлі міста, за сферою діяльності \| Підприємства роздрібної торгівлі міста, за сферою діяльності \| Підприємства роздрібної торгівлі міста, за сферою діяльності \| \| Рік \| 2002 р. \| 2001 р. \| \| ------------------------------------------------------------ \| ------------------------------------------------------------ \| ------------------------------------------------------------ \| \| Продукти харчування \| 44,4% \| 41,2% \| \| Одяг та взуття \| 0% \| 0% \| \| Товари для дому \| 16,7% \| 17,6% \| \| Книги та періодичні видання \| 5,6% \| 5,9% \| \| Промислова хімічна продукція \| 11,1% \| 17,6% \| \| Продукція, пов'язана з транспортними засобами \| 0% \| 0% \| \| Інше \| 22,2% \| 17,6% \| \| Усього підприємств \| 18 \| 17 \| |         |         |
| Підприємства роздрібної торгівлі міста, за сферою діяльності |         |         |
| Рік | 2002 р. | 2001 р. |
| Продукти харчування | 44,4%   | 41,2%   |
| Одяг та взуття | 0%      | 0%      |
| Товари для дому | 16,7%   | 17,6%   |
| Книги та періодичні видання | 5,6%    | 5,9%    |
| Промислова хімічна продукція | 11,1%   | 17,6%   |
| Продукція, пов'язана з транспортними засобами | 0%      | 0%      |
| Інше | 22,2%   | 17,6%   |
| Усього підприємств | 18      | 17      |

#### Сфера послуг
| \| Підприємства міста, що працюють у сфері послуг, за діяльністю \| Підприємства міста, що працюють у сфері послуг, за діяльністю \| Підприємства міста, що працюють у сфері послуг, за діяльністю \| \| Рік \| 2002 р. \| 2001 р. \| \| ------------------------------------------------------------- \| ------------------------------------------------------------- \| ------------------------------------------------------------- \| \| Гуртова торгівля \| 16,2% \| 18,8% \| \| Готелі та готельний бізнес \| 17,6% \| 20% \| \| Транспорт та зв'язок \| 13,5% \| 15% \| \| Посередницькі фінансові послуги \| 2,7% \| 2,5% \| \| Послуги підприємствам \| 6,8% \| 6,2% \| \| Послуги фізичним особам \| 23% \| 23,8% \| \| Нерухомість та ін. \| 20,3% \| 13,8% \| \| Усього підприємств \| 74 \| 80 \| |         |         |
| Підприємства міста, що працюють у сфері послуг, за діяльністю |         |         |
| Рік | 2002 р. | 2001 р. |
| Гуртова торгівля | 16,2%   | 18,8%   |
| Готелі та готельний бізнес | 17,6%   | 20%     |
| Транспорт та зв'язок | 13,5%   | 15%     |
| Посередницькі фінансові послуги | 2,7%    | 2,5%    |
| Послуги підприємствам | 6,8%    | 6,2%    |
| Послуги фізичним особам | 23%     | 23,8%   |
| Нерухомість та ін. | 20,3%   | 13,8%   |
| Усього підприємств | 74      | 80      |

## Житловий фонд
У 2001 р. 4,9% усіх родин (домогосподарств) мали житло метражем до 59 м2, 23,9% - від 60 до 89 м2, 28,5% - від 90 до 119 м2 і
42,6% - понад 120 м2.

З усіх будівель у 2001 р. 44,9% було одноповерховими, 43,5% - двоповерховими, 11,3
% - триповерховими, 0,2% - чотириповерховими, 0% - п'ятиповерховими, 0% - шестиповерховими,
0% - семиповерховими, 0% - з вісьмома та більше поверхами.

## Автопарк
| \| Автомобілі, зареєстровані у місті, за призначенням \| Автомобілі, зареєстровані у місті, за призначенням \| Автомобілі, зареєстровані у місті, за призначенням \| \| Рік \| 2006 р. \| 2005 р. \| \| -------------------------------------------------- \| -------------------------------------------------- \| -------------------------------------------------- \| \| Приватні автомобілі \| 68,8% \| 69,1% \| \| Мотоцикли \| 7,8% \| 7,8% \| \| Вантажівки \| 18,7% \| 18,9% \| \| Трактори \| 0,4% \| 0,3% \| \| Автобуси та ін. \| 4,3% \| 4% \| \| Усього автомобілів \| 1.498 шт. \| 1.448 шт. \| |           |           |
| Автомобілі, зареєстровані у місті, за призначенням |           |           |
| Рік | 2006 р.   | 2005 р.   |
| Приватні автомобілі | 68,8%     | 69,1%     |
| Мотоцикли | 7,8%      | 7,8%      |
| Вантажівки | 18,7%     | 18,9%     |
| Трактори | 0,4%      | 0,3%      |
| Автобуси та ін. | 4,3%      | 4%        |
| Усього автомобілів | 1.498 шт. | 1.448 шт. |

## Вживання каталанської мови
У 2001 р. каталанську мову у місті розуміли 96,4% усього населення (у 1996 р. - 97,9%), вміли говорити нею 83,7% (у 1996 р. - 
89%), вміли читати 82,5% (у 1996 р. - 82,8%), вміли писати 53,5
% (у 1996 р. - 53,4%). Не розуміли каталанської мови 3,6%.

## Політичні уподобання
У виборах до Парламенту Каталонії у 2006 р. взяло участь 1.026 осіб (у 2003 р. - 1.033 особи). Голоси за політичні сили розподілилися таким чином:
| \| Вибори до Парламенту Каталонії \| Вибори до Парламенту Каталонії \| Вибори до Парламенту Каталонії \| \| Рік \| 2006 р. \| 2003 р. \| \| -------------------------------------- \| ------------------------------ \| ------------------------------ \| \| Конвергенція та Єднання (CiU) \| 33,4% \| 36,2% \| \| Соціалістична партія Каталонії (PSC) \| 28,3% \| 30,2% \| \| Народна партія (PP) \| 6% \| 7,8% \| \| Ініціатива за зелену Каталонію (IC) \| 10,3% \| 6,8% \| \| Республіканська лівиця Каталонії (ERC) \| 16,5% \| 18,1% \| \| Громадянська партія (C's) \| 2,9% \| 0% \| \| Інші \| 2,5% \| 0,9% \| |         |         |
| Вибори до Парламенту Каталонії |         |         |
| Рік | 2006 р. | 2003 р. |
| Конвергенція та Єднання (CiU) | 33,4%   | 36,2%   |
| Соціалістична партія Каталонії (PSC) | 28,3%   | 30,2%   |
| Народна партія (PP) | 6%      | 7,8%    |
| Ініціатива за зелену Каталонію (IC) | 10,3%   | 6,8%    |
| Республіканська лівиця Каталонії (ERC) | 16,5%   | 18,1%   |
| Громадянська партія (C's) | 2,9%    | 0%      |
| Інші | 2,5%    | 0,9%    |

У муніципальних виборах у 2007 р. взяло участь 1.024 особи (у 2003 р. - 1.092 особи). Голоси за політичні сили розподілилися таким чином:
| \| Муніципальні вибори \| Муніципальні вибори \| Муніципальні вибори \| \| Рік \| 2007 р. \| 2003 р. \| \| -------------------------------------- \| ------------------- \| ------------------- \| \| Конвергенція та Єднання (CiU) \| 39,3% \| 25,2% \| \| Соціалістична партія Каталонії (PSC) \| 41,8% \| 46,6% \| \| Народна партія (PP) \| 4,2% \| 4,2% \| \| Ініціатива за зелену Каталонію (IC) \| 10,5% \| 10,3% \| \| Республіканська лівиця Каталонії (ERC) \| 0% \| 0% \| \| Громадянська партія (C's) \| 0% \| 0% \| \| Інші \| 4,2% \| 13,7% \| |         |         |
| Муніципальні вибори |         |         |
| Рік | 2007 р. | 2003 р. |
| Конвергенція та Єднання (CiU) | 39,3%   | 25,2%   |
| Соціалістична партія Каталонії (PSC) | 41,8%   | 46,6%   |
| Народна партія (PP) | 4,2%    | 4,2%    |
| Ініціатива за зелену Каталонію (IC) | 10,5%   | 10,3%   |
| Республіканська лівиця Каталонії (ERC) | 0%      | 0%      |
| Громадянська партія (C's) | 0%      | 0%      |
| Інші | 4,2%    | 13,7%   |